# Playback
Pour les articles homonymes, voir [[:Playback (homonymie)	Pour les articles homonymes, voir Playback (homonymie).]].
Le playback (faux anglicisme, aussi appelé préenregistrement, présonorisation ou plus rarement surjeu) est une technique de synchronisation labiale (lip-sync), utilisée par les chanteurs, qui consiste pour eux à chanter ou jouer d'un instrument de musique sans que leur voix ou que l'instrument soit capté par un micro, en suivant à l'oreille un enregistrement de qualité diffusé par haut-parleur ou par oreillette, préalablement effectué par eux, fournissant aux auditeurs le son qui devrait normalement être produit sur place et à l'instant même.

## Utilisations

### Historiquement
Les premières utilisations industrielles de ce procédé sont les phonoscènes produites par Léon Gaumont, de 1902 à 1917. Il s'agissait de films dont les sujets étaient des chansons ou des sketches préenregistrés sur cylindre ou sur disque, que leurs interprètes pouvaient entendre diffusés par un phonographe disposé hors-champ et dont ils suivaient au plus près les paroles devant une caméra (cinéma muet). À la projection, le même procédé était utilisé : un phonographe et son cylindre ou son disque diffusait le son, et l'appareil de projection montrait l'image que l'opérateur activait à la manivelle en essayant de synchroniser le mieux possible le son et l'image séparés en accélérant ou en diminuant la cadence de projection de l'image. Ces phonoscènes ont immortalisé l'image et la voix de nombreux chanteurs, fantaisistes ou grands comédiens.

### Actuellement
Aujourd'hui, il s'agit d'une technique surtout utilisée par les chanteurs, lors des concerts, pour éviter les imprévus, avoir la qualité de son d'un studio d'enregistrement, permettre d'effectuer des mouvements irréalisables en chantant (chorégraphies notamment), masquer une incompétence artistique, ou pour dissimuler un problème vocal temporaire ou même le stress. Le principe étant que les spectateurs payants d'un concert sont des clients qui ont droit à une prestation de qualité dans tous les cas. Les utilisateurs du playback ont tendance à nier qu’ils ont recours à celui-ci.
Le playback peut aussi être utilisé pour faire chanter un autre interprète à la place de celui qui est présenté au public (ce qui s'appelle la doublure) : l'hypothèse fut évoquée pour certains groupes ou chanteurs, qui firent alors figure d'imposteurs. C’est par exemple le cas du groupe Milli Vanilli, dont le déclin survint lorsqu’il fut révélé que les voix n’étaient pas celles des artistes qui se produisaient sur scène. C'est aussi couramment le cas lorsque des chansons sont interprétées dans des fictions (films, séries, téléfilms) et que les acteurs n'ont pas l'entraînement nécessaire pour chanter.
Dans les émissions de télévision, les variétés (c’est-à-dire les séquences musicales, quel qu'en soit le genre) sont presque toujours exécutées en playback (PBC ou PBO, voir plus bas), principalement pour des raisons techniques. Le son d'un enregistrement est toujours retravaillé en studio et ne peut être obtenu avec la même qualité sur un plateau de télévision. Les guitares électriques, le clavier, ne sont donc pas reliées à un amplificateur, il n'y a pas de micros devant les instruments à cordes, violons, accordéon, etc.. Quand ce n'est pas le cas, on parle de « live ».
Au début des années 1970, le playback s'est mis à avoir très mauvaise réputation pour certains téléspectateurs, qui n'en comprenaient pas la nécessité technique et se sentaient frustrés de ne pas voir les artistes chanter réellement.
Ainsi, lors de l'arrivée à la télévision des microphones émetteurs sans fil, pourvus d’une antenne ayant la forme d'un morceau de fil de quelques dizaines de centimètres, pour remplacer les micros câblés et leurs longs mètres de fil qui jonchaient les plateaux d’enregistrement, plusieurs téléspectateurs ont cru que les micros n’étaient plus branchés et qu’il s’agissait d’office de playback. Le magazine Télé 7 jours publie par exemple un courrier d’un téléspectateur rédigé comme suit : « De qui se moque-t-on ?  Non seulement ils chantent en playback, mais ils n'ont même pas branché le micro, il y avait un bout de fil qui pendait, je suis vraiment déçu. »
Dans les années 2000, le playback est de plus en plus présent dans le milieu de la chanson. Il offusque lorsqu'il est remarqué, mais n'a pas le même impact négatif sur la carrière d'un chanteur que dans les décennies passées. En effet, la démocratisation de l'Auto-Tune a une influence certaine sur l'acceptation du public pour ce genre de pratique, étant donné le fait que par sa nature, le son « auto-tuné » est souvent perceptible et n'est déjà plus conforme à la réalité. De plus, les playback ratés des personnes du show-biz affluent sur internet, prouvant ainsi que c'est monnaie courante.
De nos jours, des internautes « jouent aux chanteurs » sur le même principe : ils font semblant de chanter sur un enregistrement. Il s'agit juste de s'amuser et ils n'essaient pas de faire croire qu'ils chantent vraiment. On lit alors souvent le terme paradoxal de « faux playback » (puisque le principe initial d'un playback est déjà de faire semblant).

## Exemple d'artistes ayant refusé le playback
Le playback n'est pas apprécié par tous les artistes. Certains, se voyant contraints de l'utiliser, ont usé de cette façon de faire pour tourner en dérision le playback lui-même, ou pour prendre au piège des personnes le leur imposant.
En mai 1986, lors d'une émission télévisée, le groupe français Indochine joue en playback, technique très utilisée dans les années 1980. Pour montrer qu'ils étaient obligés de jouer de cette façon, Nicola Sirkis décide de placer la fleur présente sur le CD 3 sur la scène, et, pendant que 3e sexe passe, Nicola baisse son micro pendant près de trois secondes. Cependant, Indochine sera critiqué après ce playback, et ils seront presque obligés d'appeller leur tournée « Indochine Joue ». Lors des NRJ Music Awards de 2009, le groupe, refusant de jouer en playback sur le direct de l'émission, enregistre la veille sa prestation bien réelle.
En septembre 2009, dans une émission télévisée en Italie sur la Rai 2, l'équipe technique de l'émission impose le playback au groupe britannique Muse. Les trois membres du groupe décident alors d'inverser leurs places (le chanteur prend la place du batteur, le bassiste prend le rôle de guitariste et le batteur se retrouve à la basse et au chant). L'animatrice de l'émission ne le remarque pas et va même jusqu'à interviewer le chanteur en l’appelant Matthew, alors qu'il s'agit en vérité de Dominic Howard (le batteur jouant le jeu du début à la fin).
Le groupe Pixies a su aussi montrer son animosité envers le playback. Dans le clip de Here Comes Your Man, le chanteur et la bassiste ouvrent grand leurs bouches lorsqu'ils sont censés chanter.
Le groupe Nirvana a également « gâché » son playback lors de l'émission Top of the Pops, où le bassiste jetait sa basse en l'air et où le chanteur et guitariste effectuait de grands mouvements de bras en chantant de façon très grave durant un PBO imposé.
En France, le chanteur français Gilbert Bécaud refusait le playback. En février 1980, lors de l'émission Numéro 1 qui lui était consacrée, il imposa à tous les artistes qui y participaient de chanter réellement. Au début de l'émission, Gilbert Bécaud lui-même déclara que l'émission ne serait pas en playback, par respect du public, fustigeant les chanteurs qui travaillaient en playback. Une démarche qui le rendit encore plus populaire.
Dans un sens différent, le chanteur Gérard Manset refuse de passer à la télévision depuis 1983, car il pense que la télévision détourne le caractère artistique des chansons.
En France, la chanteuse Sheila, qui faisait souvent des chorégraphies lorsqu'elle chantait à la télévision, fut souvent contrainte d'utiliser ce procédé dans les années 1960 et 1970, à tel point qu'elle a longtemps été surnommée « la reine du playback ». Le 14 mai 1980, lors de l'émission Top Club présentée par Guy Lux, elle est confrontée à un problème de son, alors qu'elle doit donner une représentation de sa chanson King of the world avec le groupe SB Devotion. Au début de sa chanson, la bande s'arrête tandis que Sheila continue à chanter et à danser, puis s'arrête, visiblement agacée, en affirmant que ce sont « les aléas du direct ». Après cette prestation ratée, elle décide de réduire considérablement ses apparitions télévisées en direct.

## Exemple de chanteurs utilisant ou ayant utilisé le playback
Depuis le début des années 2000, l'Américaine Britney Spears utilise très souvent le playback,
Lors d'une interview, durant la cérémonie des Billboard Music Awards 2013, Céline Dion a reconnu utiliser le playback.
En 2013, durant la cérémonie d'investiture du président Barack Obama devant le capitole, la chanteuse Beyoncé a fait un playback de l'hymne américain. Elle s'en est expliquée plus tard,.
La chanteuse américaine Mariah Carey a souvent été accusée de playback. Le 31 décembre 2016, sur la chaîne ABC, alors qu'elle se produit devant des millions de téléspectateurs à Times Square à New York pour le réveillon du nouvel an, un mauvais choix de playlist de la part des techniciens la contraint à devoir chanter en direct, alors qu'un playback déjà préparé aurait dû être diffusé. Surprise, elle fredonne quelques paroles, se déplace sur la scène, un peu perdue, tandis que les danseurs continuent d'exécuter leurs chorégraphies. Elle donnera plusieurs raisons à ce fiasco, notamment un problème d'oreillettes,.
Justin Bieber utilise parfois le playback. Lors de sa performance aux Bilboard Music Awards de 2016, ses fans ont remarqué qu'il ne chantait pas vraiment et l'ont contesté sur Twitter.
Katy Perry, lors de son spectacle California Dreams, a raté un playback alors qu'elle devait faire semblant de jouer de la flûte,. Un problème de playback est également survenu lors de la cérémonie des NRJ Music Awards en 2013.
Michael Jackson a utilisé le playback durant sa carrière musicale. En 1983, alors qu'il se produit dans une émission spéciale pour l'anniversaire de la Motown, il utilise un playback de Billie Jean. Dans le reste de sa carrière, notamment lors du Dangerous World Tour et encore plus lors du HIStory World Tour, il a utilisé le playback. Les images des répétitions de la tournée qu'il répétait au moment de sa mort qui ont été montrées dans le film-documentaire Michael Jackson's This Is It montrent que l'artiste chantait sans playback et qu'il aurait sûrement fait de même durant la tournée This Is It si elle avait eu lieu.
Le ténor italien Luciano Pavarotti chante en playback Nessun Dorma à la cérémonie d'ouverture des jeux olympiques d'hiver de 2006.
En 2008, lors de la cérémonie des NRJ Music Awards, Vanessa Paradis décide de faire son playback de la chanson Dès que j'te vois sans micro.

## Bollywood
Le playback est très largement utilisé dans le cadre du cinéma indien de Bollywood où chaque film comporte des scènes dansées et chantées par les comédiens qui sont doublées en playback par des chanteurs professionnels.

## PBC et PBO
Il existe deux formes de playback :
- la piste bande orchestre (PBO) ou playback orchestre : l'orchestre est enregistré, mais le chanteur chante réellement (principe du karaoké) ;
- les pistes bandes complètes (PBC) ou playback complet : l'orchestre et le chanteur sont enregistrés et font semblant de jouer et de chanter.

Les enregistrements professionnels peuvent avoir plusieurs pistes, au moins une pour la voix et au moins deux (stéréo) pour la musique, ce qui justifie le terme de « piste bande orchestre » : on ne diffuse que les pistes de l'orchestre. L'intérêt de ces enregistrements multi-pistes étant de pouvoir passer de PBC à PBO en direct, à l'improviste. Par exemple en cas de problème de voix pendant un direct ou en cas de problème technique.
Les playback peuvent-être modifiés via une station audionumérique sur laquelle sont enregistrées plusieurs pistes voix. L'ingénieur du son peut ainsi manipuler à sa guise la bande-son d'un artiste (tonalité de voix, remplacement d'une prise de voix) pour en personnaliser la prestation.